# José María Roldán
José María Roldán (Sevilla, 24 de agosto de 1771-ibídem, 9 de enero de 1828) fue un presbítero y poeta español de la Ilustración y de la Segunda escuela poética sevillana.

## Biografía
Fue sacerdote de la iglesia de San Marcos de Jerez y después de la Parroquia de San Andrés de Sevilla. Es autor de varios poemas religiosos (A la venida del Espíritu Santo, A la resurrección de Jesucristo, y la paráfrasis del Cántico de Josué); también compuso poemas filosóficos, como El hombre vivificador y destructor de la naturaleza. Escribió un comentario exegético al Apocalipsis, El Ángel del Apocalipsis, y un drama pastoral, El Danilo. Con Félix José Reinoso, Alberto Lista y Manuel María de Arjona cofundó la Academia de Letras Humanas de Sevilla, en la que adoptó el sobrenombre poético de Danilo y en la que actuó como secretario.